# Laguna Ocubilá
A  Laguna Ocubilá  é um lago localizado na Guatemala. Localiza-se no departamento de Huehuetenango, Município de Chiantla.